# Иваническое
Иваническое — село в Аларском районе Усть-Ордынского Бурятского округа Иркутской области. Административный центр муниципального образования «Иваническ».

## География
Расположено в 45 км к юго-западу от районного центра — посёлка Кутулик.
Состоит из 12 улиц:
- Больничная
- Боровиковская
- Дружбы народов
- Ереванская
- Зелёная
- Комсомольская
- Молодёжная
- Падская
- Солнечная
- Степная
- Центральная
- Юбилейная

## Природа
На территории села растёт аллея, высаженная в 1986 году в память о жертвах и участниках Великой Отечественной войны. Там обитают белки. В окрестностях населённого пункта живут зайцы, лисы, по словам местных жителей, также рыси.

## Происхождение названия
Название села происходит от имени Иван (предположительно, так звали землеустроителя, определившего местоположение будущего населённого пункта) либо от фамилии Иваничев.

## История
Населённый пункт основан в начале XX века переселенцами из Харьковской губернии (ныне Харьковская область, Украина). Рассказывают, что 

в первую очередь мужчины разожгли общий большой костер, пламя которого стало символом того, что жизнь здесь начинается по-новому.
 2 года спустя в селе была открыта школа.

## Экономика
Большинство жителей села работают в колхозе.

## Инфраструктура
В селе функционируют школа, детский сад, дом культуры, вошедший в областную программу «50 модульных домов культуры — Приангарью».
В начале 2010-х по инициативе местных жителей была построена церковь.
В Иваническом располагается больница, которая обслуживает население также муниципального образования «Аляты». В больнице насчитывается стационар на 17 мест, лаборатория, детское отделение, в здании функционирует лифт.

## Население
| 2002 | 2010 | 2011 | 2012 |
| ---- | ---- | ---- | ---- |
| 895  | ↘677 | ↘674 | ↘650 |